# Boson Z
Boson Z, hay hạt Z, là một hạt cơ bản, có khối lượng khoảng 91 Ge·V/c2, tương tương với khối lượng của nguyên tử Zirconium.
Boson Z là hạt trung hòa và không có sự khác biệt trong số lượng tử. Vì thế phản hạt của boson Z chính là boson Z.
Boson Z là hạt trung gian trong tương tác yếu và không làm  ảnh hưởng đến điện tích và hương. Do khối lượng của boson Z là rất lớn so với khối lượng của photon; trong lớp năng lượng thấp, các hiệu ứng trao đổi boson Z là bé nếu so sánh với sự trao đổi photon.
Boson Z được tạo ra bởi quá trình va chạm của electron và positron – phản hạt của electron. Năng lượng của vụ va chạm này vừa đủ để sinh ra một boson Z, và đã được nghiên cứu trong máy va chạm tuyến tính ở SLAC.
Boson Z phân rã sang hoặc là quark hoặc là một phản quark với cùng hương hoặc là một lepton và một phản lepton của nó.